# Дёмин, Павел Михайлович
Павел Михайлович Дёмин — советский хозяйственный, государственный и политический деятель, Герой Социалистического Труда.

## Биография
Родился в 1896 году в деревне Пруды. Член КПСС.
Участник 1-й мировой войны, участник Гражданской войны. С 1921 года — на хозяйственной, общественной и политической работе. В 1921—1970 гг. — председатель поселкового кооперативного товарищества деревни Пруды, работник колхоза «Советская деревня», опытный агротехник и заведующий лабораторией, председатель колхоза «Искра» в деревне Алешково Богородского района Горьковской области.
Указом Президиума Верховного Совета СССР от 12 марта 1958 года присвоено звание Героя Социалистического Труда с вручением ордена Ленина и золотой медали «Серп и Молот».
Умер в деревне Пруды в 1975 году.